# Ocupación italiana de Córcega
La ocupación italiana de Córcega se refiere a la ocupación militar (y administrativa) por parte del Reino de Italia de la isla de Córcega durante la Segunda Guerra Mundial. Duró desde noviembre de 1942 hasta septiembre de 1943.

## Historia
Después de un período inicial de control creciente sobre Córcega, desde los primeros meses de la primavera de 1943 las fuerzas italianas comenzaron a perder el control territorial frente a la resistencia local, y como consecuencia de la capitulación italiana ante los Aliados, varias unidades tomaron diferentes bandos en la batalla entre las nuevas tropas alemanas recién desembarcadas por un lado, y combatientes de la resistencia y Fuerzas Francesas Libres por el otro.

### Ocupación
El 8 de noviembre de 1942, los Aliados desembarcaron en el norte de África. En respuesta, la Alemania nazi desarrolló la Operación Anton, en la cual Italia ocuparía la isla de Córcega el 11 de noviembre (nombre en clave de la operación italiana: "Operazione C2"), y algunas partes de Francia hasta el Ródano.
La ocupación italiana de Córcega había sido fuertemente promovida por el irredentismo italiano durante el período fascista de Italia. La fuerza de ocupación incluyó inicialmente a 30.000 soldados italianos y gradualmente alcanzó el tamaño de casi 85.000 soldados. Esta fue una fuerza de ocupación enorme en relación con el tamaño de la población local de 220.000.
La 20.ª División de Infantería Friuli, el VII Cuerpo de Ejército del Regio Esercito pudo ocupar Córcega, que aún estaba bajo la soberanía formal de la Francia de Vichy, sin luchar. Debido a la falta inicial de resistencia partisana percibida y para evitar problemas con el mariscal Philippe Pétain, no se formó ninguna unidad corsa bajo control italiano (excepto un batallón de trabajo en marzo de 1943). La población corsa inicialmente mostró cierto apoyo a los italianos, en parte como consecuencia de la propaganda irredentista. Las tropas italianas crecieron hasta abarcar dos divisiones del ejército (la Friuli y la Cremona), dos divisiones costeras (la 225.ª División Costera italiana y la 226.ª División Costera), ocho batallones de milicias fascistas y algunas unidades de policía militar y Carabinieri. Las tropas italianas fueron comandadas por el general Mondino hasta finales de diciembre de 1942, luego por el general Carboni hasta marzo de 1943 y más tarde por el general Magli hasta septiembre de 1943.

### Colaboracionismo
Artículo principal: Irredentismo italiano en Córcega
En Córcega, los colaboracionistas nativos vinculados al irredentismo apoyaron la ocupación italiana, destacando que se trataba de una medida de precaución ante un posible ataque angloamericano. Además, algunos militares corsos colaboraron con Italia, incluido el mayor retirado Pantalacci (y su hijo Antonio), el coronel Mondielli y el coronel Simon Petru Cristofini (y su esposa, la primera periodista corsa Marta Renucci). Cristofini, que incluso conoció a Benito Mussolini en Roma, fue un firme partidario de la unión de Córcega con Italia y defendió los ideales irredentistas. De hecho, Cristofini colaboró activamente con las fuerzas italianas en Córcega durante los primeros meses de 1943 y (como jefe de las tropas de Ajaccio) ayudó al ejército italiano a reprimir la Resistencia en Córcega antes del armisticio italiano en septiembre de 1943. Colaboró estrechamente con el famoso escritor corso Petru Giovacchini, que fue nombrado como el posible "gobernador de Córcega", hizo que el Reino de Italia se anexara la isla.
En los primeros meses de 1943 estos irredentistas, bajo el liderazgo de Petru Giovacchini y Bertino Poli, llevaron a cabo esfuerzos de propaganda a gran escala entre la población corsa para promover la unificación de Córcega a Italia con una "Gobernación de Córcega", como se había hecho en 1941 con Dalmacia (donde Mussolini creó la gobernación de Dalmacia). De hecho, hubo un leve apoyo a la ocupación italiana por parte de la mayor parte de la población corsa hasta el verano de 1943.
La ocupación italiana de Córcega estaba relacionada con el dominio de Europa por parte de la Alemania nazi, sobre el cual Adolf Hitler finalmente ejerció el control: Benito Mussolini pospuso así la unificación de Córcega a Italia hasta que se pudiera lograr un "Tratado de Paz" después de la hipotética victoria del Eje en la Segunda Guerra Mundial, principalmente debido a la oposición alemana a las pretensiones irredentistas.

### Administración
La vida social y económica en Córcega fue administrada por las autoridades civiles francesas originales: el préfet y cuatro sous-préfets en Ajaccio, Bastia, Sartène y Corte. Esto ayudó a mantener la calma en la isla durante los primeros meses de ocupación italiana. El 14 de noviembre de 1943, el prefecto reafirmó la soberanía francesa sobre la isla y afirmó que las tropas italianas habían sido ocupantes.

### Aumento de la resistencia
La Resistencia francesa fue inicialmente limitada, pero comenzó a tomar forma inmediatamente después de la invasión italiana. Esto condujo inicialmente al desarrollo de dos movimientos:
- Una red que operaba bajo el nombre en clave mission secrète Pearl Harbour (misión secreta Pearl Harbor), que llegó desde Argel el 14 de diciembre de 1942 a bordo del submarino francés libre Casabianca, el escurridizo "Submarino Fantasma". Bajo el jefe de la misión Roger de Saule, coordinaron varios grupos que se fusionaron en el Front National. Los comunistas fueron los más influyentes en este movimiento.
- La red R2 Corse se formó originalmente en conexión con las fuerzas con base en Londres inmediatamente bajo el mando de Charles de Gaulle en enero de 1943. Su líder Fred Scamaroni no logró unir los movimientos y posteriormente fue capturado y torturado, suicidándose el 19 de marzo de 1943.

En abril de 1943, Paulin Colonna d'Istria fue enviado por Charles de Gaulle desde Argelia y unió los movimientos.
A principios de 1943, la Resistencia estaba lo suficientemente organizada como para solicitar entregas de armas. El liderazgo de la Resistencia se reforzó y la moral del movimiento se elevó con seis visitas del Casabianca con personal y armas, y más tarde recibió suministros con lanzamientos aéreos aliados. Esto permitió a la Resistencia incrementar sus actividades y establecer un mayor control territorial, especialmente sobre las zonas rurales en el verano de 1943. En junio y julio de 1943 la OVRA (policía fascista italiana) y los Camisas Negras iniciaron una represión a gran escala. Según el general Fernand Gambiez, 860 corsos fueron encarcelados y deportados a Italia. El 30 de agosto, Jean Nicoli y dos partidarios franceses del Front National fueron fusilados en Bastia por orden de un tribunal de guerra fascista italiano.

### Liberación de Córcega (Operación Vesubio)
Tras el encarcelamiento de Benito Mussolini en julio de 1943, 12.000 soldados alemanes llegaron a Córcega. Se hicieron cargo formalmente de la ocupación el 9 de septiembre de 1943, el día después del armisticio entre Italia y los Aliados. Si bien sus líderes eran ambivalentes, la mayoría de las tropas italianas permanecieron leales al rey italiano Víctor Manuel III y algunas lucharon (principalmente en Teghime, Bastia y Casamozza) junto a la Resistencia francesa contra las tropas alemanas hasta la liberación de Córcega el 4 de octubre de 1943. Mientras tanto, la Resistencia tenía como objetivo establecer el control de las montañas en el centro de la isla para evitar que las fuerzas de ocupación se movieran de una costa a otra y así facilitar la invasión aliada.
La liberación de Córcega comenzó con un levantamiento ordenado por la Resistencia local el 9 de septiembre de 1943. Los Aliados inicialmente no querían tal movimiento, prefiriendo concentrar sus fuerzas en la invasión de Italia. Sin embargo, a la luz de la insurrección, los aliados accedieron al desembarco de las tropas francesas libres en Córcega, comenzando con un destacamento de élite del I Cuerpo francés reconstituido que desembarcó (de nuevo gracias al submarino Casabianca) en Arone, cerca del pueblo de Piana, en el noroeste de Córcega. Esto llevó a las tropas alemanas a atacar a las tropas italianas en Córcega, así como a la Resistencia. La Resistencia y la 44.ª División de Infantería italiana Cremona y la 20.ª División de Infantería Friuli entablaron un duro combate con la Sturmbrigade Reichsführer SS alemana. A la Sturmbrigade se unieron la 90.ª División de Granaderos Panzer y el 12.º Batallón de Paracaidistas italiano del 184.º Regimiento de Paracaidistas, que se retiraban de Cerdeña a través de Córcega, desde Bonifacio hasta el puerto norteño de Bastia. Ahora había 30.000 tropas alemanas en Córcega que se retiraban a través de Bastia. El 13 de septiembre, elementos de la 4.ª División de Montaña marroquí desembarcaron en Ajaccio para intentar detener a los alemanes. Durante la noche del 3 al 4 de octubre, las últimas unidades alemanas evacuaron Bastia, dejando 700 muertos y 350 prisioneros de guerra.

### Juicio a los colaboradores
Después de la guerra, cerca de 100 colaboradores o autonomistas (incluidos intelectuales) fueron juzgados por las autoridades francesas en 1946. Entre los culpables, ocho fueron condenados a muerte. Sin embargo, solo un irredentista fue ejecutado: Petru Cristofini, que había sido juzgado después de la liberación aliada por traición y condenado a muerte. Trató de suicidarse y fue ejecutado mientras agonizaba en noviembre de 1943.
Petru Giovacchini se vio obligado a esconderse después de que la invasión de los franceses libres y los aliados retomara la isla. Juzgado por un tribunal francés en Córcega, fue condenado a muerte en 1945 y se exilió en Canterano, cerca de Roma. Murió en septiembre de 1955 por viejas heridas de combate. Desde su muerte, el movimiento irredentista italiano en Córcega se considera extinto.